# اورلیو بیاسونی
اورلیو بیاسونی (انگلیسی: Aurelio Biassoni؛ زادهٔ ۱۲ ژوئن ۱۹۱۲) بازیکن فوتبال اهل ایتالیا است.
از باشگاه‌هایی که در آن بازی کرده‌است می‌توان به باشگاه فوتبال اینتر میلان، باشگاه ورزشی لاتزیو، و باشگاه فوتبال آتالانتا اشاره کرد.